# 白い巨塔 (2003年のテレビドラマ)
『白い巨塔』（しろいきょとう）は、2003年10月9日から2004年3月18日まで毎週木曜日22:00 - 22:54に、フジテレビ系「木曜劇場」枠で「フジテレビ開局45周年記念ドラマ」として放送されたテレビドラマ。主演は唐沢寿明と江口洋介で共演は同枠で放送された『愛という名のもとに』以来11年9ヶ月ぶりである。

## 概要
山崎豊子原作の同名小説4度目のドラマ化。制作は白い巨塔 (1978年のテレビドラマ)と同じフジテレビ。2000年代以降のプライムタイムの連続ドラマとしては珍しい2クール放送で、2003年10月9日 - 12月11日まで第一部が、2004年1月8日 - 3月18日まで第二部が放送された。全21回（第一部全10回、第二部全11回）。最終回の翌週の3月25日には特別版として、柳原弘のその後のエピソードを追加した総集編が放送された。
各回、軒並み20%を超える高視聴率を記録し、最終回の視聴率は多くの地域で30%を超えるなど反響を呼んだドラマであった。また、最終回の視聴率は、田宮二郎主演の1978年版の最終回（31.4%）を上回る32.1%をマークし、「木曜劇場」としては平成中期の最大のヒット作となった。
番組放送枠「木曜劇場」の当時のスポンサーである大正製薬は、この作品が放送されている期間はスポンサーから撤退していた。当時のスポンサーの一つである三菱自動車工業は本作においてプラウディアを財前教授などのショーファードリブンカーとして登場させているが、同車は放送開始2年前の2001年に生産が打ち切られている。
木曜劇場シリーズ初の日本の地上デジタルテレビ放送作品でもある（第九回以降）。
また、2004年12月17日、12月24日、12月30日には3週連続で白い巨塔アンコール（総集編）が放送された。その後BSフジやフジテレビCSHD、地上波「チャンネルα」（2009年10月-11月）、同「ドラマチックα」（2014年1月）、同「メディアミックスα」（2020年2月-3月）でハイビジョン放送が行われた。また、フジテレビ721、チャンネルNECO（2020年GW一挙放送）でも16:9レターボックス（画角情報は4:3で後者はタイトルバックのみ4:3）で再放送された。
2004年には中華民国（台湾）、2006年には中華人民共和国、2007年には大韓民国で放送された。

## 内容

### 設定
原作は1960年代の設定であり、1978年版はほぼ原作内容の踏襲となっているが、本作は放送当時の医療水準へ大きく変更されている。
フジテレビ前作の1978年版が全31話であったのに対し本作が全21話であり、原作や前作1978年版から、登場人物やエピソードの整理がなされている。主要な登場人物として、鍋島貫治（鍋島外科病院院長、大阪市議会議員）、江川達郎（第一外科医局員、柳原の同期）、里見清一（里見脩二の兄、里見医院院長、元洛北大学医学部第二内科講師）が本作では登場せず、また、後半部の日本学術会議会員選挙や農家の高齢女性の胃癌治療の拒否説得などのエピソードが削除されている。
原作や1978年版では、財前五郎と財前杏子には二人の子供がいるが、本作では子供が出来ていないという設定にされている。原作や1978年版での財前杏子は、一家庭の主婦として目立った存在ではないが、本作の財前杏子は裕福で豪邸での生活はあるが、多忙な夫を一人自宅で待ち過ごすという影のある設定としている。
前半部の「教授選」は旧体質的ではあるが、大学医学部の「医局」という組織において、統括責任者としての「教授」は直接の人事権が与えられていることで現代においても強大な権力となっており、1978年版とほぼ同じ内容展開とされている。2004年4月から新臨床研修医制度に、2007年4月から助教授が准教授になったことにより、医局を舞台とした最後の現代劇ドラマ化となった。
後半部の「医療裁判」は、裁判争議の疾患として原作や前作1978年版では当時癌死亡率の第一位であった「胃癌」についてであったが、本作ではより治療判断が複雑である「食道癌」へと変更されている。また原作や前作1978年版では、財前五郎の死因は同じく「胃癌」とされているが、本作ではより進行過程が複雑である「肺癌」へと変更されている。また原作や1978年版では、他の当時のドラマや映画作品と同じくほとんどの登場人物が喫煙しているが、本作では喫煙しているのはほぼ財前五郎のみである。
本作においては実際に医療裁判として民事裁判で起訴を起こしていく過程をリアルに表現している。遺族が医療裁判依頼として多くの弁護士事務所を訪問しても諭されて契約に至れず、関口仁の事務所でやっと起訴が出来た。1978年版では、原告側の医療鑑定人として何人も有名な大学の教授職が登場したのに対し、本作では、原告側の医療鑑定人の請負人は結局見付からず、東貞蔵自身が登壇するという医療裁判の世界の現実を描いている。
1978年版では、裁判過程において原告側支援となった里見脩二への山陰大学教授への転任命令はそのままであるが、柳原弘への除籍命令は現代においてはアカデミーハラスメントとして非現実的であり見合せとされている。

### ロケ地
世界で初めてアウシュヴィッツ＝ビルケナウ強制収容所（原作ではダッハウ強制収容所。1978年版では収容所シーン無し）でフィクション作品のロケが行われた。このため、本作に登場する「国際外科医学会」の開催地は原作のドイツのハイデルベルクからポーランドのワルシャワに変更された。また、原作では財前はダッハウに少し立ち寄っただけに過ぎず、その後一度も言及がなかったが、このドラマにおいては死の直前に財前がアウシュヴィッツを回想する、というシーンが登場した。
原作に即して大阪の「浪速大学」を舞台にしている。ただし、大阪でのロケは初回のわずかなシーンだけであり、大阪弁を話す登場人物もわずかとなっている。
- 浪速大学病院：院内や病棟・手術室や屋上は川崎市立川崎病院。また、前庭・玄関部・大会議室は富士通川崎工場。
- 東都大学：浴風会本館（1978年版では浪速大学病院旧館として登場）
- 石川大学：東京薬科大学
- 大阪地方裁判所：八王子市役所
- 千成病院：東京共済病院旧館
- 近畿労共病院：川崎市立井田病院旧館
- 浪速大学高度がん医療センター：茨城県庁
- くれない会のゴルフコンペ会場：ロッテ皆吉台カントリークラブ

## あらすじ

### 第一部（第1回 - 第10回）
大阪にある日本でも有数の大病院である国立浪速大学病院の第一外科には、食道外科を専門とし、内外の評判も高い若き天才外科医・財前五郎がいた。助教授である彼は第一外科部長で呼吸器外科の権威である教授の東貞蔵に8年師事し、間もなく定年退官を迎える彼の後任教授と目されている。自信家である財前は、些細なこととはいえ、思いがけず東を蔑ろにするような態度を取ってしまい、彼の不興を買う。元よりあった財前への嫉妬心も手伝い、東は彼を後任教授にさせまいと決意し、彼への査問会実施を試みたり、古巣である東都大学医学部の船尾教授を介して、財前に匹敵する技量と実績を持ち、人格的にも優れている金沢大学教授の菊川医師を、慣例を無視して次期教授にするよう画策する。
自分の力量だけで教授になれると考えていた財前は、産婦人科医で大阪医学界に顔が利く義父の財前又一を頼り、彼の資金力やコネを使って、浪速大学医学部長で有力者である鵜飼教授の後ろ盾を得る。鵜飼の後押しにより、次期教授を決める選考会が鵜飼派で占められることによって、特に波乱なく財前に決まると予期される中、財前の医者としての在り方に疑問を持つ、前医学部長で病理学科教授である人格者・大河内が突如として選考委員に立候補する。教授会の圧倒的な支持を得て委員長に選出された大河内は、東派の意見も取り入れ、次期教授は異例の全国公募を行い、教授会による投票で選出することを決定する。その一方、財前の同期の内科医・里見脩二は大河内より目をかけられ、がん市民講座の講演を行う。それによって夫・庸平が癌ではないかと疑う佐々木よし江と知り合い、彼女に浪速大学での診察を勧める。
鵜飼や財前の政治的野心を嫌う教授たちも多いことから、一転して窮地に陥った財前は手段を選ばず票の獲得を謀るようになる。今まで以上に患者を軽んじるような態度が目立つ姿に、里見に苦言を呈されながらも、財前は義父や鵜飼の力を借りて奔走する。そうした活動が功を奏する一方で、大河内への阿りは魂胆を見透かされ不調に終わる。一次投票を突破し、菊川との決選投票が決まると、第三勢力の野坂派の取り込みに奔走することになり、情勢は財前側に傾く。その矢先、財前を慕う部下・佃と安西が、独断専行で菊川に辞退を迫るという事件を起こす。激怒した鵜飼に見放されそうになる中、財前は逆に鵜飼を脅迫して引き止め、最終的に財前はわずか2票差で菊川に競り勝つ。さらに財前には、年明けにワルシャワで行われる国際外科医学会の総会への参加及び、公開手術の依頼という吉報が届く。
東の退官日は12月26日、財前が正式に教授となるのはその後であったが、ワルシャワでの講演準備があるためとして、財前は第一外科医局員編成を発表し、医局を掌握する。さらに食道癌が見つかった佐々木の手術日を12月26日に決める。里見や、財前が目をかけている部下で新人医師の柳原弘はレントゲンに肺への転移らしき影を見つけ、財前に検査を提案するが、手術を急ぐ彼はこれを見間違いと一蹴する。また財前は、不安から手術同意を渋る佐々木夫妻に手術以外に方法はないと冷徹に同意を迫り、夫妻も最後は押し切られ同意書にサインする。12月26日、東は財前と和解して大学を去ろうとしていたが、財前は佐々木の手術を理由に最後の総回診はおろか見送りにも現れず、2人のわだかまりは解けることなく終わる。東に意趣返しするために、佐々木の手術を急いだという事実に、里見は教授になった事を祝えないと財前に忠告する。
年が明け、正式に教授となった財前は念願であった部下たちを引き連れての総回診を行い、喜びを噛みしめる。

### 第二部（第11回 - 最終回）
数日後にはワルシャワへ飛び立つという中、佐々木に異変が出始める。里見は疑念を抱くが、財前は術後肺炎と強弁し、柳原に佐々木を押し付けて1ヶ月に渡る旅行に出発する。国際会議で財前は脚光を浴びる一方、佐々木の容態は急変し、術後1ヶ月も経たずに死亡する。やはり肺への転移という見落としがあったことがわかるも、鵜飼は遺族に真相を隠すよう医局の人間たちに指示する。しかし、葬儀会社社員の助言でよし江は遺体解剖を決意し、大河内が担当する。その頃、国際会議の日程を終えた財前はアウシュビッツ強制収容所に立ち寄り、そこで命を救うはずの医師によって大勢の者が殺されたと説明を受け、感慨にふけっていた。帰国後、財前は空港で佐々木の息子に「父はあなたに殺された。あなたを許さない」と告げられる。
遺体解剖の結果及び、財前と大学に不審感を抱くよし江は医療ミスを確信し、民事訴訟を起こそうと奔走する。相手が浪速大学と知って軒並み弁護士たちに断られる中、小さな法律事務所を畳もうとしていた医療訴訟のベテラン弁護士・関口が借金返済のために引き受ける。当初はやる気のなかったが関口であったが、アルバイトとして雇っていた東の娘・佐枝子に叱責され、徐々に考えを変えていく。よし江が起こした民事訴訟の通達が浪速大学及び財前に届くと、鵜飼と財前は大学病院の名誉のためにやり手の弁護士・国平の指示の下、徹底的に争う事を決める。財前側は手段を選ばず、記憶の整理と称した関係者の口裏合わせや医療記録の改竄が行われていく中で、里見だけは持ち前の正義感から原告側証人として立つ事を決める。里見の証言を妨害するため、彼の最愛の妻・三知代が教授婦人会から攻撃を受けて実家に帰ってしまう事態も起こる。それでも里見は自分が知る限りの真相を証言するが、裁判は財前側が用意した鑑定医報告が決め手になり、財前が勝訴する。財前は喜ぶ一方、事実上病院を追われる形で里見は辞職する。
浪速大学の学長の座を目指す鵜飼の指揮の下、浪速大学付属で、国家プロジェクトである国立がんセンターを設立する構想が立ち上がり、鵜飼はセンター長に国際的評価も高い財前を据えることを決め、さらなる栄達に財前は喜ぶ。一方、敗訴によってより苦況に陥ったよし江は、新築したばかりの店舗兼家屋や家財一式を売り払って訴訟費用を捻出して控訴を決め、関口と共に新たな証拠や証人を探して奔走するが見つからない。関口は佐枝子の父で今は近畿労共病院で院長を務める東に助けを請う。最後は確執があったとしても古巣の病院や教え子の財前に不義理はできないとして当初は協力を拒否する東であったが、里見から佐々木の手術が自身の退官日のことであったことを教えられる。東は一転して師として責任を取るとして協力を決め、自分が直接証言する事は拒否するものの、鑑定医として、船尾など自身の知り合いで有力な医師を紹介する。一方、原告側の動きを把握している財前側は、将来のがんセンターでのポストを約束するなど内部の引き締めを行い、また船尾など原告側の協力者を寝返らせるなど工作を進める。センターの準備は着々と進み順風満帆に見える財前であったが、佐々木そっくりな中年男性の手術でフラッシュバックが起こり初歩的なミスをする。また不自然な咳が増えていく。
第二審では自ら証言することを決意した東が原告側証人として法廷に立つ。それでも財前側が優勢と見られた矢先、関口は患者目線で事実を問うという方針に転換し、よし江と財前を同時に尋問する異例の対質尋問を行う。佐々木夫妻に手術以外の治療法を説明しなかったことを問い詰められ、回答に窮した財前は柳原に全責任を被せる答弁を行い、これを傍聴席で聞いていた彼が嘘だと絶叫する騒動が起こる。ここから流れは一転し、後日、主任看護師だった亀山も原告側証人として法廷で証言した事や、再度の里見の証言もあって、財前は敗訴する。判決文が読み上げられたあと、裁判官に抗議しようとした財前は法廷で倒れる。
診察の結果、財前がステージ1の肺癌を患っている事が判明する。財前は信頼できる唯一の人物として里見を通じて東に手術を頼み、彼もこれを引き受ける。ところが、開胸してすぐにステージ4の末期癌だと判明し、何も行われないまま手術は終了する。又一や鵜飼によって病状は隠され、財前には「手術は成功した」と報告される。しかし、体調は優れず、怪しんだ財前は病院を抜け出すと里見に検査を依頼する。里見は財前の期待通りに診断結果を伝え、癌が脳に転移していること、また余命3ヶ月であると告知する。里見は緩和ケアに力を入れる自分の勤務する病院への転院を勧めるが、大学病院の医師としてそれはできないと財前は拒否する。そのまま病院や鵜飼の建前を守って浪速大学に入院を続けた財前はやがて危篤状態になる。関係者が集まる中、財前は混濁した意識の中で里見の名を呼び、彼に看取られながら息を引き取る。
財前の死後、里見宛の財前の遺言書が見つかる。遺言書には自身の病理解剖を大河内に依頼すること、里見のがん治療の研究を激励することが書かれ、以下の言葉で締めくくられる。「自ら癌治療の第一線にあるものが早期発見できず手術不能の癌で死す事を心より恥じる」。

## 登場人物・キャスト

### 主人公
財前五郎（ざいぜん ごろう）
演 - 唐沢寿明
国立浪速大学病院第一外科副部長・助教授。のちに同部長・教授。
食道外科を専門とする壮年の外科医。天才的なオペの名手である一方、自分の判断や技量を正しいと信じているがゆえに周りを軽視したり、地位や名誉を求める野心家という人格的な欠点も持つ。これが結果として同期の里見や恩師の東を始めとする周りとの軋轢を起こす。物語初期時点では多少の高慢さは見せながらも、医者としての矜持を持ち、部下からも慕われていたが、教授選、がんセンター設立、佐々木庸平の裁判と物語の進展に伴い、患者を軽んじ、目的のためには手段を選ばず、驕慢に振る舞うようになっていく。特に序盤では政治的駆け引きに疎い様子を見せるが、教授選の途中で、弱気になった義父を窘めたり、自分を切り捨てようとした鵜飼を逆に脅迫するなど、策謀に熟達していく様子も見せる。
岡山の寒村の出身で父を早くに亡くし母子家庭で育つ。旧姓は黒川。医者を志して奨学生として浪速大学医学部に入学し、卒業後は外科医の道を順調に歩む。私生活では大阪市医師会の副会長を務め、資産家でもある財前又一の娘婿となり、多大な期待を寄せられる一方で、我儘な妻・杏子との夫婦仲は無味乾燥で子供もできず、クラブの美人ママである花森と長年愛人関係にある。
大学同期の里見とは正反対の性格ながらも互いの腕を認め合っている良きライバル。作中では里見が自分の意向を考慮せず、正しさを優先する事に苛立ち、しばしば声を荒げるも決定的な決裂は避ける。第二部においては裁判で原告側に立った里見と仲違いするも、それでもなお彼を気にかけ、がんセンター内科部長のポストを用意し、浪速大に戻ってくるよう請う。最終盤では自身の肺癌の手術を軋轢のある東に執刀してもらいたいと仲介を頼む。また、術後には患者を想う里見なら真実を語ってくれると信じて密かに彼の病院を訪れ、ようやく自身が末期癌である告知を得る。意識が混濁した臨終の際も里見の名を呼び、彼ががんセンターに来た幻想を見て涙しながら、息を引き取る。また里見宛の遺言書を残し、自身の屍を研究材料として役立てるよう要請する。
里見脩二（さとみ しゅうじ）
演 - 江口洋介
浪速大学第一内科副部長・助教授。のち千成病院内科医長。
財前の同期の内科医で、終生のライバル。医師として強い正義感を持ち、財前とは対称的に政治的な野心がない清廉な人物。学者肌で、若くしてがん予防の研究で成果を挙げている一方、臨床医としても患者ケアに力を入れている。後ろ盾がないために旧態依然とした大学病院の体制に苦しめられる事もあり、また、患者のためを思った行動が結果として患者を苦しめた事実を知って葛藤も抱く。劇中では結果として財前と対立するものの互いの能力の高さを認め合い、その絆は最後まで維持される。
第一部では学内政治に無関心ゆえに、教授を目指す財前にとって不利になる事も厭わず、鵜飼の誤診に由来する手術依頼や特定患者の治療方針の嘆願などを行い、険悪な関係となる。また、教授選の選考委員長となる大河内の目に留まり、彼から便宜を図られる一方で、財前の慢心を諫める当て馬にもされる。大河内の依頼で引き受けた講演が結果として佐々木庸平の来院に繋がり、第二部の遠因ともなる。また、念願の教授となった財前には祝いの言葉を投げないどころか、教授になるべきはなかったと言明する。
第二部では佐々木庸平の裁判に、持ち前の正義感から原告側証人として財前に不利な事実を明かす。これを浪速大への背信行為と問われて職を追われる事になるが、大河内の斡旋により、患者ケアに力を入れる民間の千成病院の内科医長に就任する。内科医長への就任後は医学研究は前ほど行えなくなったものの、患者と接する機会の増加や医局の政治劇からの解放によって満足した生活を送る。一方で戻ってきて欲しい財前からはがんセンター内科部長のポストを用意されるが、これを固辞する。
最終盤では自身の病状について周りの報告に疑念を持った財前に請われて診察を行い、末期の肺癌である事を告知する。同時に財前が望む治療を行うと千成病院へ転院するよう説得するが、立場上できないと断られる。財前の最期の場面では、臨終間際に名を呼ばれたために又一の計らいもあり、一人で彼を看取る。そして財前による自身宛の遺言書が読まれるところで物語は終わる。
特別版においては引き続き千成病院に勤務しつつ、がんセンターの職員と共同で癌治療の研究をしていることが語られている。

### 国立浪速大学医学部

#### 教授会
浪速大学の幹部であり、教授選において投票権を持つ。
東貞蔵（あずま　ていぞう）
演 - 石坂浩二
第一外科部長・教授。のち近畿労共病院病院長。東都大学医学部出身。教授選考委員。
外科医としての財前の上司かつ師であり、呼吸器外科の権威である退任間近の医師。元来は不正を嫌う高潔な性格であるが、それゆえに不遜な財前を気に入らず、彼のオペの技量に対する嫉妬心も手伝って確執が生じるようになる。そして自身の退任に伴う後任教授選考において、慣例を無視して財前回避に動いた事が前半の政治劇の引き金となる。
第一部における財前のメインの対立者。上記の動機から古巣の東都大に掛け合い、他病院の医師である菊川を後任教授に担ぎ出すという異例の行動を起こす。慣れない政治工作に手を染めるも、詰めの甘さを見せ、協力者の船尾からは侮蔑される。最終的には財前に敗れるが、退任日には晴れた気持ちとなり、これまでの事を水に流そうと努めるも、佐々木庸平のオペが入った事で財前と会う事ができずに終わる。
第ニ部では近畿労共病院院長として登場する。佐々木庸平の裁判では第二審より、娘・佐枝子が原告側の支援を行っていること、また、自分との確執が遠因にあったと知り、協力を約束する。専門家として紹介した正木や船尾が財前側に籠絡されると、職を辞す覚悟で自ら証言台に立つことを決心する。私情で財前に対する不利な証言をしているのではないかという相手弁護士の尋問にも「教え子の誤りは自分の誤り」だと毅然として対応する。
終盤において財前の肺癌が判明すると、完全にわだかまりを捨て、その手術を引き受ける。しかし、開胸して既にステージ4の手遅れと判明し、それ以上の施術を諦める。その後、財前に正しい病状を知らせるべきとしたが、又一や鵜飼の反対に遭い、仕方がなく真実を隠したまま術後の往診を行う。
鵜飼良一（うがい　りょういち）
演 - 伊武雅刀
第一内科部長兼医学部長・教授。のち浪速大学学長。教授選考委員。
医学界の政治に熟達した権威主義の医師。表向きは明朗かつ鷹揚に振る舞っているが、本性は腹黒く、裏から手を回して自分の思惑を達成しようとするなど、手練手管に長ける。自身の誤診も決して認めようとせず、作中一貫して財前の後見を務めるのも、すべて自分の利益のためでしかない。
第一部において、又一や、恩人の岩田による利益供与によって財前の教授就任を後押しする事を決める。途中、大河内の登場など思惑を狂わされるも、得意の派閥政治の手腕を発揮し、最終的に財前の就任に貢献する。
第二部では浪速大学の学長の座を目指し、国家支援を受けたがんセンターの設立に奔走する。その過程で国際的な評価も受けた財前をセンター長に抜擢しようとしていたため、その醜聞となる佐々木庸平の裁判を大学の総力をあげて勝とうと画策する。最終盤では死期が迫る財前を慮る様子を表向きは見せながらも、裏では後任人事の事しか頭になく、東の顰蹙を買う。そして死に際の財前が意識を取り戻すと親しげに側に寄るが、意識混濁した彼に「出て行きたまえ」と一喝された事で憮然としながら病室を去る。
大河内清作（おおこうち　せいさく）
演 - 品川徹
病理学科教授。前医学部長（鵜飼の前任）。教授選考委員長。
寡黙かつ公正明大を旨とする威厳のある老医師。地位が上の鵜飼や則内も頭が上がらない。基礎講座の取りまとめも行っているため、財前や里見とも彼らが学生だった頃から面識がある。学内の政治争いとは距離を置き、派閥もないが、それゆえに同様に距離を置く者たちからの人望が高い。
林田の一件において財前の医者としての在り方に不満を持ち、東退任に伴う教授選考に介入する事を決め、突如、選考委員に立候補する。圧倒的多数の支持で選考委員長に就任すると、選考方式を公募による選挙とするなど、無風で財前を教授にしたい鵜飼の思惑を潰す。財前本人に対しても自分に阿って姑息な態度をとる彼を一喝するなど牽制し、公正な教授選の実施に務める。その一方で、清廉だがその愚直さゆえに不利になりやすい里見に目をかけ、便宜を図る。
第ニ部では佐々木庸平の病理解剖を行い、肺への転移を立証し、裁判でも証言を行う。また裁判で原告側の証言者となったために病院を追われる事になった里見に対し、患者ケアに力を入れる千成病院を紹介する。
最終回では財前の遺言で、彼の病理解剖の解剖医に指名される。
野坂耕一郎
演 - 山上賢治
整形外科部長・教授。教授選考委員。
若手の幹部医師。教授選考委員となるも当初は旗幟を明らかにせず、大河内の誘導で公募による選挙となると、財前の前任の助教授で、現在は徳島医科大学医学部教授の葛西を擁立し、第三勢力として暗躍する。一次投票で葛西は敗れるも、その後の決選投票において財前と菊川の両陣営と駆け引きを行って自陣営の票を売り、したたかに利益を得る。
葉山優夫
演 - 渡辺憲吉
産婦人科部長・教授。教授選考委員。教授選考委員。
鵜飼派の中心的人物で、鵜飼の意向を受けて財前のサポートを行う。
今津昭二
演 - 山田明郷
第二外科部長・教授。教授選考委員。教授選考委員。
東に協力する医師。物語当初は財前の教授就任を支持していたが、財前が教授になれば第二外科は蔑ろにされるという東に説得されて危機感を持ち、財前回避のため動く。もし部外者の菊川が教授となった場合は、その後見者となる事を彼に約束する。
則内大二郎
演 - 田口主将
第二内科部長兼浪速大学医学部付属病院長・教授。
鵜飼派の医師。教授選考委員に立候補するも大河内の登場により落選する。これにより、選考委員6名のうち、過半数を抑えて財前を無風で教授にするという鵜飼の思惑が潰える。

#### 第一外科・第一内科
柳原弘
演 - 伊藤英明
第一外科医局員。
温和な研修医。奨学金で大学を卒業したことから、自分と同じような境遇から外科医療の現場で活躍するようになった財前を尊敬する。純粋な性格ゆえに学内政治に疎く、同期で親しい竹内や、先輩にあたる佃や安西に、現在の状況を尋ねる事が多い。
第二部において財前の勧めで佐々木庸平の主治医を務める。佐々木のカンファレンスの際に、財前の診断に疑問を抱くも、彼に丸め込まれ、結果としてこれが佐々木の死に繋がる原因の1つとなる。良心の呵責と共に大学病院の医師としての責任感から、当初は財前を支持して真相の隠蔽に加担するつもりであったが、第二審で切羽詰まった財前から全責任を押し付けられそうになって精神が限界となり、傍聴席で真相を叫ぶという騒動を引き起こす。結局、それが原因の1つとなって二審における財前の敗北を招き、病院内で孤立する。
その後、自分の責任を取るためとして佐々木一家に謝罪して退職しようとするも、懸命に商いを続ける彼らを見て、辞めたいという気持ちは、自分が責任から逃れて楽になるためだったと悟り、そのまま大学に残って患者のために研究を続ける事を決意する。
財前の手術後、真実を告知しないというデリケートなケアに怖気づいた佃と安西から財前の担当医を押し付けられる。
特別版では主人公として、最終回後の活躍が描かれている。
佃友博
演 - 片岡孝太郎
第一外科医局長。のち第一外科講師。
財前の部下で、彼の派閥のリーダー的存在。銀縁眼鏡をかけた小柄な医師。財前を強く慕い、他の同僚たちの引き締めなども担う。教授選においては、独断専行で安西と共に金沢に向かって、直談判で菊川の辞退を迫るといった騒動を引き起こす。結果として財前を窮地に立たせるが、彼の当選後は、その忠誠心を買われて講師に任ぜられ、医局内の実質的なまとめ役となる。しかし、財前に対しては純粋な思慕の念だけではなく保身や自らの出世のためにも従っており、自分の立場が危うくなると汚れ役を部下に押し付けようとするといった姑息な真似を見せる事もある。
特別版においては登場せず、財前の不正に加担したとして地方に飛ばされた事が明かされる。
金井達夫
演 - 奥田達士
第一外科講師。のち第一外科副部長・助教授。
財前と共に東から直接指導を受けた1人で、周りからは東派と見られている。しかし財前の教授就任には反対ではなく、彼の実力を認めた上であくまで中立の立場を保っており、また派閥を嫌う性格故に財前派からは距離を取っている。財前の教授就任後は助教授の職を継ぐが、小西みどりの手術では財前への協力を一度は断り、教授選では本業を疎かにする佃達を嗜めるなど、積極的に協力の意思を見せなかったがために教授となった財前からは露骨に冷遇される。
特別版においては現職のまま大学に残留している。初めて癌患者への告知を行う事になった柳原にアドバイスを行い、彼の成長を見守っている。
安西信也
演 - 小林正寛
第一外科医局員。のち第一外科医局長。
佃と行動を共にする事が多い長身の若い医師。財前に対する忠誠心が強く、教授選では佃と共に菊川に辞退を迫るという騒動を引き起こす。財前の教授就任後は、昇進した佃の後を引き継ぐ形で同科の医局長に出世する。佃同様に利己心も強く、控訴審中に、懐柔目的で財前から厚遇される柳原を見て、自分が佐々木庸平の担当をすれば良かったと放言し、金井から叱責される。
特別版においては登場せず、財前の不正に加担したとして地方に飛ばされた事が明かされる。
亀山君子
演 - 西田尚美
第一外科主任看護師。のち近畿労共病院看護師。
妙齢のベテラン看護師。看護師として佐々木庸平に関わっていたため、財前の過誤のみならず、佐々木の家族の事もよく知っており、一審判決後に良心の呵責に耐えかね、近畿労共病院に転職する。再三にわたって原告より証言を依頼されるも断り続けていたが、二審で柳原が傍聴席で叫ぶ姿を目の当たりにし、証言台に立つ事を決心する。第二審後、佐々木の遺族に直接謝罪したいという柳原に付き添うが、そこで彼が考えを改め、大学病院に残留する事で自分の罪と向き合う決意を固めると、その姿勢を激励する。
竹内雄太
演 - 佐々木蔵之介
第一内科医局員。本作のオリジナルキャラクター。
柳原とは同期の友人でもある研修医。柳原とは対称的に学内の情報に詳しく、現実主義的な観点を持つ。それゆえに上司にあたる里見を尊敬しつつも、意見は相容れない事が多い。第二部においては里見が退職する際に、涙ながらに先生のようにはなれないと訴え、去って欲しくないがゆえに握手を固辞する。

### 他病院の医師
菊川昇
演 - 沢村一樹
石川大学医学部教授。東都大学医学部出身。
清廉で能力も高い心臓外科医。オーストラリアの医科大学で教授を務めた経歴も持つ。財前を次期教授にしたくない東の依頼を受けた恩師の船尾に頼まれ、浪速大学第一外科の教授選に立候補する。ただ、立候補自体は船尾への義理という面が強く、本人はそこまで乗り気ではない。離婚歴がある独身者で、東夫妻からは娘・佐枝子の娘婿としても期待されるが、これについても本人はもう結婚はこりごりだと否定的に話す。
教授選に破れた後は、医局のしがらみなど存在しないオーストラリアに戻る事を東に伝える。
岩田重吉
演 - 曽我廼家文童
岩田内科院長。大阪市医師会会長。浪速大学医学部出身。
大阪医学界の有力者。大学で同期であった鵜飼の医学部長就任の立役者で、彼にとっての恩人にあたる。同じく大阪市医師会の副会長を務める財前又一と懇意にしており、彼の依頼を受けて財前に便宜を図るよう鵜飼に指示する。また、指南役として、大病院の人事や制度には疎い又一に状況を説明する役も担う。
第二部においても医療裁判の難しさを財前に説明し、背後での支援を担う。
船尾悟
演 - 中原丈雄
東都大学医学部長兼第二外科部長・教授。日本外科医学会会長。
東の古巣である東都大の有力者。東の依頼を受け、次期教授選の財前の対立候補として教え子の菊川を推薦する。以降、東と共に教授選の工作活動を行うが、そうした策謀に疎い彼を「甘いお方」と断じる。結局、第一部では東共々財前に敗れる。
第二部においては佐々木庸平の裁判の第二審より登場する。当初は東の推薦で原告側証人として証言する予定であったが、財前側の工作によって教え子をがんセンターに雇う事を条件に土壇場で裏切る。反対に被告側証人として財前に有利な証言を行う。
唐木豊一
演 - 平泉成
洛北大学医学部長・教授。被告側証人。
医者として厳格な人物。第二部の医療裁判の第一審において被告側が用意した鑑定医として出廷し、医者の立場から財前の判断を擁護する証言を行う。結果として第一審の判決に大きな影響を与える。
正木徹
演 - 潮哲也
東都大学医学部教授。
東の推薦を受け、佐々木庸平の裁判の第二審で原告側が用意した鑑定医として出廷する予定であった医師。最終的に財前側の工作によって降りる。

### 主要人物の家族、近親者
財前又一
演 - 西田敏行
財前の義父。財前マタニティクリニック院長。大阪市医師会副会長。
明朗闊達な恰幅の良い男。言動はお調子者のようだが、大阪市内で民間の産婦人科病院を営む資産家で、大阪市医師会では副会長の要職を務める。自分が大学病院で教授になれなかった事を悔やんでおり、義理の息子である五郎に自分を重ね、その教授就任に奔走する。そのためには自身のコネとカネを惜しまず、有力者の岩田や鵜飼に積極的に働きかける。そのような利己的な動機はあるものの、五郎の人柄を評価して実の息子のように心底可愛がる。里見や柳原など、財前と敵対する事になった者を批判する場面も多いが後まで引かせず、事が済んだ後には彼らに配慮する言動も多い。
終盤においては五郎の事を考えて彼の病状を秘す事を頼み込み、臨終の際には五郎の気持ちを汲んで里見のみ残して病室から出るよう周りを促す。
財前杏子
演 - 若村麻由美
財前五郎の妻で、又一の一人娘。
我儘な性格の資産家令嬢。箱入り娘として育てられてきたために世間知らずで医学界の事もよく知らず、常識外れの突発的な発言も多い。夫を愛していないわけではないが関係は希薄で子供もおらず、もっぱら教授夫人になって周りからの脚光・優越感を感じたいという欲望で行動しており、財前の教授就任前からくれない会に顔を出し鵜飼典江会長に媚びを売る。最終盤においても夫の病態を知らされていなかったために、気の抜けた言動を振りまくが、見舞いに来た典江にそれとなく真相を伝えられると、一転して覚悟を持つ。以降は夫のために、彼の愛人であるケイ子に連絡して見舞いに呼んだり、彼の人柄を考えて（意識が覚醒しても意思表示が難しくなる）人工呼吸器の使用による延命治療を断る。
演じた若村は友情出演という扱いになっている。
黒川きぬ
演 - 池内淳子
財前の実母。
岡山の田舎で畑を作って暮らしており、五郎が若い頃に夫を亡くし、息子を一人で育て上げる。電話では会話するものの、多忙を理由に息子が帰省する事はなく、10年以上会えていない。第二部においては五郎が気がかりで、大阪まで出向き、裁判を傍聴する。五郎が病状を隠していた事もあって臨終には立ち会えず、彼が亡くなった翌朝に病院に着いて息子の遺体を前に労う。
演じた池内は友情出演という扱いになっている。
花森ケイ子
演 - 黒木瞳
クラブのママ。財前の愛人。
財前が通うクラブ・アラジンの美人ママ。女子医大を中退した経歴を持つ聡明な女性で、学生時代のみとはいえ医療に携わっていたために医学界の裏表にも詳しい。「五郎ちゃん」と呼ぶなど、財前との関係は長く、互いをよく知っており、彼が気を許せる数少ない存在。時に軽口を叩きながらも財前が栄達する事を楽しみながら見守る。
財前の裁判では息子を心配して裁判所に出向いた黒川きぬをマスコミから守り、財前の臨終後も病室に案内する。
里見三知代
演 - 水野真紀
里見の妻。
仕事に没頭する夫を支える家庭的な女性。亡き父の担当だったのが里見であり、その事が縁で結婚した。その出自のために上流階級の出身も多い婦人会（くれない会）には馴染めないでいる。
第二部では里見が原告側証人を引き受けた事に関連して夫人会の攻撃を受け、一度は耐えられず、息子を連れて家を出ていく。しかし、後には夫の存在の大きさを改めて実感して里見のもとに帰り、夫婦仲を修復する。
里見好彦
演 - 片岡涼
里見の一人息子。
喘息を患う少年。医師として患者のために働く優しい父を慕う。
東佐枝子
演 - 矢田亜希子
東貞蔵の一人娘。
箱入り娘として育てられた大学院生。父を尊敬するものの、芯が強く、自立願望も強い。このため、両親からの縁談も断り続けている。くれない会での活動を通して里見三知代と出会い、ひいては、その夫である里見と接する機会が生まれ、その在り方に女性として惹かれる。名目上は三知代の友人として里見の自宅に頻繁に通うようになり、また、それとなく自分の好意を匂わすものの、最終的には里見からきっぱりと交際を断られる。
第二部においては自立しようと足掻く中で、関口の弁護士事務所にアルバイトとして雇われ、因縁のある財前が被告の医療裁判に関わる。父や里見のようになりたいという動機から、クライアントの佐々木よし江に親身に接し、やがて無気力であった関口が奮起するなど、周りを感化していく。第二審の勝訴後は、関口から感謝されつつも、自分の道を歩んでいってほしいと退職を言い渡される。
財前が亡くなった翌朝には久しぶりに里見と会話を行い、父や里見、そして財前のように強く生きていきたいと語る。

### 教授夫人会（くれない会）
鵜飼典江
演 - 野川由美子
鵜飼教授の妻。くれない会会長。
ボブヘアに着物姿の婦人。医学部長の夫人かつ浪速大学医学部教授夫人会であるくれない会の会長として、浪速大学の医局員の夫人たちのヒエラルキーの頂点に立つ。常に会員たちから慮られ、優越感に浸る。夫と同様に腹黒く、第一部では教授選での政争を反映して東政子を虐め、また第二部では原告側の証人に立とうとする里見を妨害すべく妻である三知代を恫喝して圧力をかける。
財前夫妻には夫の思惑に関係なく好意的な様子を見せ、特に終盤では杏子にそれとなく財前の病状を知らせ、彼女を気遣い、妻としての在り方を説く。
東政子
演 - 高畑淳子
東教授の妻。くれない会副会長（のち無役）。
大人しい夫とは対称的に姦しい性格の婦人。夫を蔑ろにする財前に腹を立て、むしろ東本人よりも露骨に彼に対する嫌悪を示す。教授選が始まると夫を補佐しつつも、その煮えきらない態度に腹を立てる。また、菊川を気に入り、当人たちや夫よりも、娘・佐枝子との縁談を望む。鵜飼教授が財前の後ろ盾となると、くれない会においても鵜飼典江の思惑で露骨な虐めを受けるようになり、副会長の座を下ろされ、精神的にも不安定になっていく。財前の患者からの寄付金で創設された基金の記念パーティではストレスによる過呼吸のような症状で倒れる事態にまで陥る。
則内喜久子
演 - 橘ユキコ
則内病院長の妻。のち、くれない会副会長（東政子の後任）。
一見物腰柔らかな雰囲気ではあるが典江同様に性悪な面もある婦人。夫が鵜飼派である事もあって典江に気に入られており、政子が副会長の座から下ろされるとその後を継ぐ。
葉山昭子
演 - 水野あや
葉山教授の妻。
くれない会の役員的立場の婦人。鵜飼派の中心人物である夫同様に、自身も典江の腰巾着的に振る舞う。
野坂信子
演 - 梅沢昌代
野坂教授の妻。
大人しい女性。夫の野坂は亭主関白で、家庭内では何事も夫の許可がいる事が示唆される。教授選の終盤において、野坂票を取り込みたい鵜飼教授の意向を受けた典江によって、彼女から声を掛けられるようになり、第二部では典江に明示的に賛同するようになる。

### 佐々木一家と弁護士
佐々木庸平
演 - 田山涼成
弁当屋の個人店主。第二部における医療裁判の被害者。
大の病院嫌いという頑固な中年男性。身体の不調から、妻・よし江に説得されて浪速大学病院に趣き、里見と財前の診察を受け、手術を要する食道癌が判明して入院する。手術への恐怖感から手術同意を渋る中で、手術日を東の退任日に合わせ、彼と顔を合わせたくなかった財前に強引に同意を迫られ、最終的に許諾する。また、手術直前には里見と柳原が肺への転移の可能性に気づいたものの、上記の不純な動機が背景にあったために手術の延期はされずに予定通り行われる。結局、里見らの懸念通り転移しており、術後1ヶ月で急死する。
佐々木よし江
演 - かたせ梨乃
佐々木庸平の妻。第二部における医療裁判の原告。
ごく一般的な中年女性。癌の早期発見に関する里見の講演を聞いて夫が癌である可能性に気づき、病院嫌いの彼を説得して浪速大学病院に託す。夫の入院中は、患者よりも自身のスケジュールを優先する財前の態度に不審感を抱いていたところ、手術に成功したとされる夫の急死を受ける。当初は病院側の説明に納得するが、葬儀屋社員の助言や、当時の医局員たちの態度から財前の誤診を疑い、訴訟を起こす事を決心する。
医療裁判に長けた関口を雇うものの、一般人が起こす医療裁判の厳しさに直面する。第一審での敗訴と、義弟・信平により弁当屋が閉店に追い込まれるといった苦難を受けつつも関口や佐枝子、息子の支えを受けて戦い抜き、最終的に勝訴する。
佐々木庸一
演 - 中村俊太
佐々木庸平・よし江の一人息子。
無愛想な態度が目立つ大学生。当初は父・庸平の病気が手術で簡単に治ると聞かされていたために家族にそっけない様子を見せていたが、根は優しく親想い。裁判で憔悴してゆく母を支え、また、家業の弁当屋を手伝い始める。
佐々木信平
演 - 廣川三憲
佐々木庸平の実弟。弁当屋の店員。
兄・庸平の死後に店の経営の実権を握り、義姉・よし江が時間や費用のかかる裁判を起こす事には難色を示す。一審が敗訴すると、これ以上耐えられないとして、佐々木家の全財産でもある店舗資金を金庫より持ち去り、全社員を引き抜いて店を辞める。
関口仁
演 - 上川隆也
弁護士。第二部の医療裁判の原告代理人。
医療裁判を専門とする小さな個人弁護士事務所の壮年の弁護士。勝訴の実績もあるが、労力に対して報酬も少ない医療裁判の実態から多額の借金を抱えて経営に行き詰まっており、無気力になっている。また、そうした裁判経験から医者という人間は最低の存在という持論を持つ。
事務所の閉鎖を決意し、残務整理のアルバイトとして佐枝子を雇っていたところ、よし江の依頼を受ける。勝つ見込みはないと思いつつも借金返済のためにやむなく引き受けるが、佐枝子や里見らに心を動かされ、真剣に裁判に向き合うようになる。カルテの改竄を見抜くなど巻き返すも一審では敗北する。第二審も追い詰められるが、患者目線で治療法説明の事実を争うという方針に転換して財前を追い詰め、最終的に勝訴する。
第二審後は、上告が予期される中にあって財前の病気を知り、弁護士倫理から佐枝子に退職を求める（彼女の父である東が財前の手術を行ったため）。同時に「一緒にいるとあなたに甘えてしまう」という心情も吐露する。

### その他
小西みどり
演 - 河合美智子
胃癌患者。
物語序盤に登場する入院患者。実は膵臓癌も併発していたが、当初は鵜飼の誤診により胃癌のみとみなされていた。これに気づいた里見が財前に膵臓癌の手術を依頼するも、鵜飼のメンツを潰すとして拒否するという騒動が起きる。最終的には功名心もあって財前が密かに手術を行い、無事に退院する。しかし、この一件を知った東によって財前への査問会実施の口実に使われる。
林田加奈子
演 - 木村多江
製薬会社営業員。
浪速大学病院を担当とし、医局員らと面識がある独身女性。ある日、営業中に大学の廊下で倒れ、末期癌で全身転移している事が判明する。里見を慕い、彼もまた延命措置のため、治る見込みのない患者への手術をしたくない財前に手術の根回しを行うなど奔走する。一方では鵜飼から転院を迫られ、また里見が自分のせいで立場を危うくしている事に心を痛める。最終的には財前の思惑から手術が決まるものの、その直前に既に諦めて退院していた事がわかる。
後に民間のホスピスで亡くなったことがホスピスより里見に伝えられ、無力感に苛まれた彼の心情に大きな影響を及ぼす。また、当初、財前が大河内の前で、里見の手術依頼を無碍に断った事が、大河内の心証を悪くさせ、後に彼が教授選に介入するきっかけとなる。
五十嵐修三
演 - 大林丈史
大手建設会社社長。
食道癌を患っていたが、財前の手術によって完治する。その後、感謝の印として1億円を寄付し、教授選において財前を有利にする。同時期に癌で入院した林田と対称的に描かれる人物。
葬儀屋社員
演 - 隈部洋平
佐々木庸平の葬儀担当者。病院から庸平の遺体を引き取る際に、医学部長である鵜飼を含めた大勢の医者が見送りに出ていた事から、医療ミスがあったと見抜く。そこで、よし江に病理解剖を勧め、第二部における医療裁判のきっかけを作る。
平泉涼子
演 - 奥貫薫
中央製薬ワルシャワ支社駐在員。
財前のポーランド訪問において、現地の案内役の女性。主目的の国際外科医学会の総会が一段落して時間を持て余した財前に、アウシュヴィッツ強制収容所の見学を勧める。
国平学文
演 - 及川光博
弁護士。第ニ部の医療裁判の被告代理人。
常に落ち着いた壮年の弁護士。佐々木庸平の死を巡る医療裁判において浪速大学に雇われ、的確な指示と隙を与えない手法で裁判を有利に進めていく。
野田華子
演 - 三浦理恵子
柳原の見合い相手。
医療裁判において財前が不正を知る柳原を懐柔するために見合い相手として紹介した女性。杏子の学生時代の後輩にあたる。
安田太一
演 - 嶋崎伸夫
食道癌患者。
第二審の期間中に財前が執刀した患者。容姿が佐々木庸平に似ており、病状も似ている。 本来、財前の腕であれば手術は難しくない患者であったが、術中に佐々木の姿がフラッシュバックして静脈を傷つけるというミスを起こす。

### 特別版の登場人物
綿貫定男
演 - 升毅
第一外科教授。
亡くなった財前の後任として第一外科にやってきた医師。柳原に斎藤たかよへの告知を促すなど医師としての成長を期待している。
斉藤たかよ
演 - 島かおり
柳原が担当する癌患者。
5年前に財前が食道癌の手術を執刀した老婦人。夫を数年前に亡くし、子供もいなかったため身寄りがない。最後の術後検診で癌の再発と転移が判明し、柳原から告知を受ける。当初は担当医の柳原を不安視するが、彼の説得に応じてがんセンターでの治療を受け入れ、彼に心を開いた様子を見せる。

## 関係者の評価
原作者である山崎豊子は、当初、主人公である財前役の唐沢寿明にイメージに合わないとして難色を示していた。撮影前にはプロデューサーも同席して食事の機会が設けられ、山崎は唐沢に「あなた、いい度胸しているわね」と言ったという。しかし、食事が進むに連れて「あなた面白い男だね。」と唐沢を気に入り、彼の起用に納得した。その後に、制作された本作を観て山崎は「あなたが財前で良かった。素晴らしかった。感動しました」と評した。また、最終回を見終わった後には「21世紀の白い巨塔のキャッチフレーズに恥じぬ事ができたと確信した」と評価している。後に、唐沢は山崎の別の代表作である『不毛地帯』のドラマ化でも、主演を務めた。
1978年版で里見脩二を演じた山本學は本作に対し、「今の作品は、どうして感情表現や演出が大袈裟すぎるのかねえ」という感想を述べている。これに関しては、78年版のプロデューサーであり、本作でも企画に参加していた小林俊一も同様の意見をインタビューで述べている。

## スタッフ
田宮版のプロデューサーだった小林俊一は本作にも企画段階で関わっていて、企画の和田行は監修という形で小林をクレジットに入れようとしたが、小林は「田宮版にかかわった多くの人が亡くなっているのに、自分だけ名を連ねるわけにはいかない」という理由で断っている。
- 原作 - 山崎豊子（新潮文庫刊）
- 脚本 - 井上由美子
- 音楽 - 加古隆
- 企画 - 和田行
- 監修 - 石川寛俊
- 制作担当 - 由利芳伸、鹿浜勉、巣立恭平
- 広報 - 名須川京子、植村綾
- リサーチ - 土平菜香、藤田有美
- 海外リサーチ - 松田知子
- 協力 - バスク、渋谷ビデオスタジオ、ベイシス、フジアール
- 企画協力 - 新潮社
- 制作統括 - 大多亮
- プロデューサー - 高橋萬彦、川上一夫
- アソシエイトプロデューサー - 増本淳
- プロデューサー補 - 三田真奈美、川原井史子
- 演出 - 西谷弘、河野圭太、村上正典、岩田和行
- 演出補 - 岩田和行、村谷嘉則、洞功二
- 制作 - フジテレビ、共同テレビ

## 主題歌、挿入曲
- 「アメイジング・グレイス（Amazing Grace）」 / ヘイリー・ウェステンラ

透明感のある声質から本作にマッチした事もあり、日本でもオリコン上位にランクインし、新人だったヘイリーは一躍名が知られる存在となった。
フジテレビがアメリカのケーブルTVで同番組を放送した際には、オルゴール調のインストゥルメンタルに差し替えられた。
- 「タンホイザー序曲」 / リヒャルト・ワーグナー

1974年にカラヤンがベルリン・フィルハーモニー管弦楽団を指揮してセッション録音したものが用いられた。

## 放送日程

### 連続ドラマ
| 部                                                         | 各回   | 放送日         | サブタイトル                          | 演出     | 視聴率 |
| ---------------------------------------------------------- | ------ | -------------- | ------------------------------------- | -------- | ------ |
| 第一部                                                     | 第1回  | 2003年10月09日 | 再読                                  | 西谷弘   | 22.8%  |
| 第一部                                                     | 第2回  | 10月16日       | 贈り物                                | 西谷弘   | 21.6%  |
| 第一部                                                     | 第3回  | 10月23日       | 土下座                                | 河野圭太 | 19.3%  |
| 第一部                                                     | 第4回  | 10月30日       | 落選                                  | 河野圭太 | 21.5%  |
| 第一部                                                     | 第5回  | 11月06日       | 祝宴                                  | 西谷弘   | 19.2%  |
| 第一部                                                     | 第6回  | 11月13日       | 父の姿                                | 河野圭太 | 20.2%  |
| 第一部                                                     | 第7回  | 11月20日       | 毛嫌い                                | 村上正典 | 20.7%  |
| 第一部                                                     | 第8回  | 11月27日       | 決戦                                  | 村上正典 | 21.8%  |
| 第一部                                                     | 第9回  | 12月04日       | 正念場                                | 西谷弘   | 20.8%  |
| 第一部                                                     | 第10回 | 12月11日       | 一部最終回・無常                      | 村上正典 | 22.6%  |
| 第二部                                                     | 第11回 | 2004年01月08日 | 待望の第二部衝撃スタート!! 天国と地獄 | 西谷弘   | 25.5%  |
| 第二部                                                     | 第12回 | 1月15日        | 捨て身                                | 村上正典 | 24.5%  |
| 第二部                                                     | 第13回 | 1月22日        | カルテ改ざん                          | 岩田和行 | 24.0%  |
| 第二部                                                     | 第14回 | 1月29日        | 母の涙                                | 河野圭太 | 24.7%  |
| 第二部                                                     | 第15回 | 2月05日        | 判決                                  | 村上正典 | 25.7%  |
| 第二部                                                     | 第16回 | 2月12日        | 妻たち                                | 西谷弘   | 25.8%  |
| 第二部                                                     | 第17回 | 2月19日        | 一年後                                | 河野圭太 | 24.8%  |
| 第二部                                                     | 第18回 | 2月26日        | 師動く                                | 村上正典 | 26.0%  |
| 第二部                                                     | 第19回 | 3月04日        | 嘘だ! 真実の叫び                      | 西谷弘   | 26.8%  |
| 第二部                                                     | 第20回 | 3月11日        | 最期の審判                            | 河野圭太 | 27.6%  |
| 第二部                                                     | 最終回 | 3月18日        | 財前死す                              | 西谷弘   | 32.1%  |
| 平均視聴率 23.9%（視聴率は関東地区・ビデオリサーチ社調べ） |        |                |                                       |          |        |

- 初回・最終回は15分拡大（22時 - 23時9分）。第11回は60分拡大（21時 - 22時54分）。
- 関西地区の最終回の視聴率はこの年の第55回NHK紅白歌合戦の視聴率（第2部、38.6%、ビデオリサーチ調べ）を上回った。

### 特別版
| 放送日        | サブタイトル   | 演出     | 視聴率 |
| ------------- | -------------- | -------- | ------ |
| 2004年3月25日 | はじめての告知 | 村上正典 | 26.0%  |

## 受賞歴
- 日本民間放送連盟賞 NAB Awards 2004 テレビドラマ番組部門 優秀賞[4]
- 第30回放送文化基金賞テレビドラマ番組賞 第11話『天国と地獄』
- 第40回ザテレビジョンドラマアカデミー賞[5]
  - 最優秀作品賞
  - 監督賞（西谷弘、河野圭太、村上正典、岩田和行）
  - キャスティング賞
- 第29回エランドール賞作品賞 テレビ部門[6]